# Equipe francesa na Copa Billie Jean King
A equipe francesa na Copa Billie Jean King representa a França na Copa Billie Jean King, principal competição de tênis feminina por equipes do mundo. É administrada pela Federação Francesa de Tênis
Conquistou três títulos: dois por volta dos anos 2000 e o último em 2019.

## Última convocação
Para o Finals de 2023, em novembro:
- Clara Burel
- Alizé Cornet
- Caroline Garcia
- Varvara Gracheva
- Kristina Mladenovic